# Virbia flemmingi
Virbia flemmingi là một loài bướm đêm thuộc phân họ Arctiinae, họ Erebidae.